# Vecmont
Vecmont (en wallon : Vèkemont) est un village de la ville belge de La Roche-en-Ardenne située en Région wallonne dans la province de Luxembourg.
Avant la fusion des communes de 1977, Vecmont faisait partie de la commune de Beausaint.

## Situation
Ce village ardennais se situe sur un plateau (altitude avoisinant les 400 m) dominant la vallée boisée et encaissée du Bronze. Il se trouve entre les hameaux de Ronchamps et Ronchampay. Avec Ronchamps, Vecmont forme une unité d'habitations coupée par la route nationale 89.
Cette route nationale longe donc le village par le nord-ouest et mène de la Barrière de Champlon à La Roche-en-Ardenne qui se trouve à 7 km au nord-est.

## Description et patrimoine
L'église dédiée à Saint-Hubert a été construite en 1734 en moellons de grès et pierre bleue. Elle jouxte le cimetière.
Le village compte de nombreuses fermes en long du XIXe siècle ainsi que plusieurs puits, le plus souvent dissimulés sous des dalles de schiste.
Entre le village et Ronchampay, se trouve une petite chapelle dédiée à Notre-Dame de Lourdes et construite en 1925.

## Activités
Vecmont possède une école communale.
Des gîtes ruraux ont été aménagés dans l'ancien presbytère.